# دیمیتار ایوانکوف
دیمیتار ایوانکوف (انگلیسی: Dimitar Ivankov؛ زادهٔ ۳۰ اکتبر ۱۹۷۵) بازیکن فوتبال اهل بلغارستان است.
از باشگاه‌هایی که در آن بازی کرده‌است می‌توان به باشگاه فوتبال لفسکی صوفیه، باشگاه فوتبال قیصریه‌اسپور، باشگاه فوتبال آنورتوسیس فاماگوستا، و باشگاه فوتبال بورسااسپور اشاره کرد.
وی همچنین در تیم ملی فوتبال بلغارستان بازی کرده‌است.